# 明日香村における歴史的風土の保存及び生活環境の整備等に関する特別措置法
明日香村における歴史的風土の保存及び生活環境の整備等に関する特別措置法（あすかむらにおけるれきしてきふうどのほぞんおよびせいかつかんきょうのせいびとうにかんするとくべつそちほう、昭和55年5月26日法律第60号）は、奈良県高市郡明日香村の史跡保存に関する日本の法律である。略して明日香法とも呼ばれる。
主務官庁は国土交通省都市局公園緑地・景観課で、総務省自治行政局地域政策課、文化庁文化財第二課、奈良県地域デザイン推進局まちづくり連携推進課および文化・教育・くらし創造部文化資源活用課と連携して執行にあたる。

## 概要
大阪の鍼灸師御井敬三が、明日香村の遺跡の保存を訴えたのが始まりである。これが、御井の上得意客だった松下電器産業（現・パナソニックホールディングス）創業者松下幸之助を通じて第63代内閣総理大臣佐藤栄作の許に届き、法制化へと進んだ。これとは別に第66代内閣総理大臣三木武夫の夫人三木睦子らによる保存運動もあった。

なお、この法律は日本国憲法第95条および地方自治法第261条による住民投票を経ずに成立した。
明日香法の要点は二つあり、一つは、村内全域を歴史的風土保存の対象とすることである。駅前の一部以外を除いてほとんどが風致地区であり、建築には厳しい制限がかけられている。もう一つは、住民の生活安定である。
- 村全域の歴史的風土保存地区対象化
  - 第一種地区は、石舞台古墳、高松塚古墳、岡寺、伝飛鳥板葺宮跡（飛鳥京跡）、甘樫丘を中心とする地域。現状変更が厳しく規制されている。
  - 第二種地区は、第一種地区以外の地域で、著しい現状変更については抑制されるものの、そうでない場合は許可される。
- 明日香村の整備計画と整備基金
  - 整備計画は、明日香村の歴史的風土の維持・保存と同時に、生活環境を整え村を発展させていくため、道路・下水道・公園・教育施設・農業環境などの整備をはかる。